# Ariadna ustulata
Ariadna ustulata är en spindelart som beskrevs av Simon 1898. Ariadna ustulata ingår i släktet Ariadna och familjen sexögonspindlar.
Artens utbredningsområde är Seychellerna. Inga underarter finns listade i Catalogue of Life.